# Saber Nakdali
Saber Nakdali (* 1. března 1960) je bývalý syrský reprezentant v zápase. V roce 1980 startoval na olympijských hrách v Moskvě v řecko-římském stylu v kategorii do 48 kg. Vyřazen byl po dvou porážkách ve druhém kole.